# Осметс
Осме́тс (фр. Osmets, окс. Los Mès) — коммуна во Франции, находится в регионе Юг — Пиренеи. Департамент — Верхние Пиренеи. Входит в состав кантона Три-сюр-Баиз. Округ коммуны — Тарб.
Код INSEE коммуны — 65342.

## География

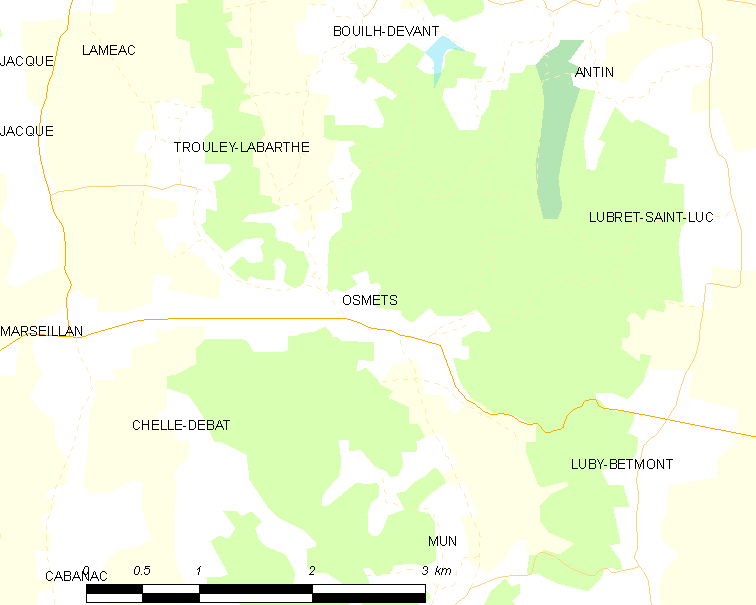
Карта коммуны

Коммуна расположена приблизительно в 640 км к югу от Парижа, в 105 км западнее Тулузы, в 18 км к северо-востоку от Тарба.
Коммуна расположена в местности Бигорр. По территории коммуны протекает река Шелла.

## Климат
Климат умеренно-океанический с солнечной тёплой погодой и обильными осадками на протяжении практически всего года.

## Население
Население коммуны на 2010 год составляло 76 человек.
| 1962 | 1968 | 1975 | 1982 | 1990 | 1999 | 2010 |
| ---- | ---- | ---- | ---- | ---- | ---- | ---- |
| 96   | 81   | 79   | 85   | 76   | 74   | 76   |

## Администрация
| Период | Период | Фамилия    | Партия | Примечания |
| ------ | ------ | ---------- | ------ | ---------- |
| 2001   | 2014   | Пьер Тажан |        |            |
| 2014   | 2020   | Эрик Пик   |        |            |

## Экономика
В 2010 году среди 47 человек трудоспособного возраста (15-64 лет) 34 были экономически активными, 13 — неактивными (показатель активности — 72,3 %, в 1999 году было 75,0 %). Из 34 активных жителей работали 33 человека (15 мужчин и 18 женщин), безработным был 1 мужчина. Среди 13 неактивных 5 человек были учениками или студентами, 7 — пенсионерами, 1 был неактивным по другим причинам.